# Slaget vid Inkerman
Slaget vid Inkerman på Krim utkämpades den 5 november 1854. Storbritannien var nära att lida ett svårt nederlag mot Ryssland, men franska trupper kom till undsättning. 